# On Fire
On Fire – drugi album amerykańskiego zespołu dream popowego Galaxie 500, wydany w 1989 roku. Reedycje wydano w 1997 i 2010 roku. Magazyn Pitchfork Media nagrodził go perfekcyjną oceną 10.0/10.0 i nazwał 16. najlepszą płytą lat 80.

## Lista utworów
Wszystkie utwory napisane przez Galaxie 500, wyjątki w nawiasach.
1. Blue Thunder - 3:45
2. Tell Me - 3:50
3. Snowstorm - 5:10
4. Strange - 3:16
5. When Will You Come Home - 5:21
6. Decomposing Trees - 4:05
7. Another Day - 3:41
8. Leave the Planet - 2:40
9. Plastic Bird - 3:15
10. Isn't It a Pity (George Harrison) - 5:10
11. Victory Garden (bonusowy utwór) (Red Krayola) - 2:48
12. Ceremony (bonusowy utwór) (Joy Division) - 5:55
13. Cold Night (bonusowy utwór) - 2:36

## Personel
- Damon Krukowski – bębny
- Dean Wareham – gitara, wokal
- Naomi Yang – gitara basowa, wokal na "Another Day"
- Mark Kramer – producent muzyczny, inżynier dźwięku, "tanie organy" na "Isn't it a Pity"
- Ralph Carney – Saksofon tenorowy na "Decomposing Trees"